# Ness County
Ness County je okres ve státě Kansas v USA. K roku 2010 zde žilo 3 107 obyvatel. Správním městem okresu je Ness City. Celková rozloha okresu činí 2 784 km².